# Bufor (programowanie)

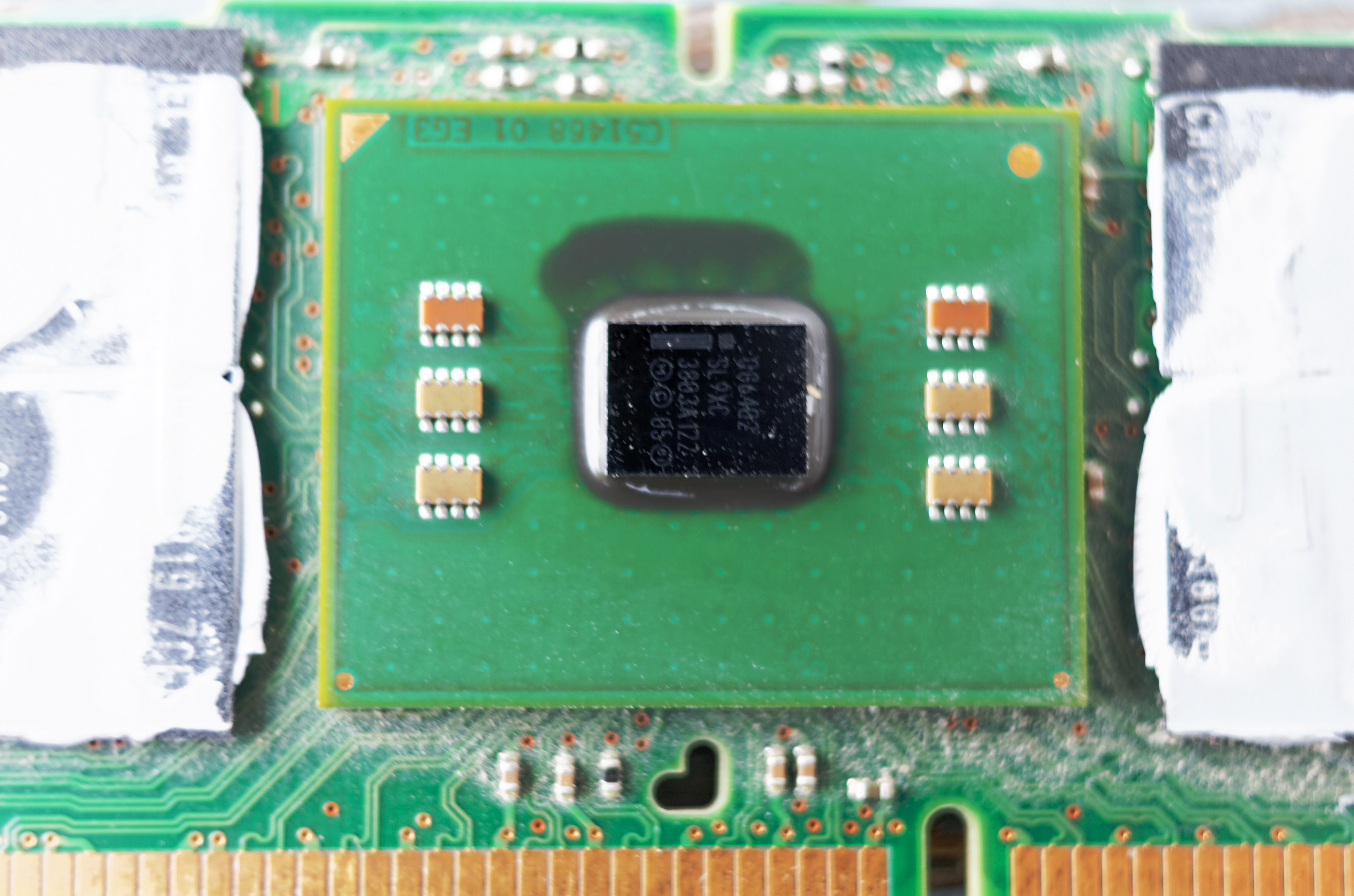
Bufor Intel ® 6402 zamontowany na module RAM z funkcją ECC

Bufor – obszar pamięci służący do tymczasowego przechowywania danych przesyłanych między dwoma systemami, np. bufor karty sieciowej przechowuje pakiety, które mają zostać wysłane lub są odbierane, a bufor karty graficznej (RAMDAC) – to co ma być wyświetlane na ekranie. Bufory są też stosowane przy przenoszeniu danych między procesami wewnątrz systemu komputerowego. 
Bufory umożliwiają asynchroniczną komunikację między systemami, bez częstego angażowania procesora. Ułatwiają współpracę urządzeń o różnej szybkości transmisji lub czasie przetwarzania danych np. bufor dysku twardego. 
W niektórych językach programowania, np. w PHP, istnieją funkcje (np. wysyłanie nagłówków HTTP), które działają jedynie przed wysłaniem czegokolwiek do odbiorcy. Jeśli potrzebne jest wywołanie takiej funkcji po wysłaniu informacji do odbiorcy, z pomocą przychodzi bufor. Aplikacja zapisuje w buforze wszystkie dane wyjściowe i dopiero na koniec przetwarzania skryptu bufor jest odczytywany, a znajdujące się w nim dane wysyłane do odbiorcy.
Źle zaimplementowany bufor może posłużyć do ataku zwanego przepełnieniem bufora, który może doprowadzić do zawieszenia systemu, przejęcia nad nim kontroli lub utraty informacji.
Bufory występują również w przenośnych odtwarzaczach CD. Płyta CD w takim urządzeniu nie jest stabilna, co skutkuje przerwami w jej odczycie. Przerwom w odtwarzaniu dźwięku zapobiega bufor, który przechowuje odczytane z wyprzedzeniem fragmenty nagrania. W momencie zerwania kontaktu pomiędzy głowicą odczytującą a płytą CD do odtworzenia przesyłane są dane z bufora.
Podobny mechanizm stosowany jest w odtwarzaczach MP3, nie da się bowiem dokładnie przewidzieć czasu dekodowania w tym formacie.

## Bufor danych
Bufor o stałym rozmiarze, służący do przechowywania danych nazywany jest buforem danych. Dostęp do danych przechowywanych przez bufor może być różny, najczęściej stosowana jest technika opróżniania bufora, gdy stanie się on pełny (tj. cały jego obszar zostanie zajęty przez dane). Kolejka typu FIFO lub FILO może być uważana za bufor, pod warunkiem spełniania założenia o stałym rozmiarze.